# Архиепархия Тихуаны
Архиепархия Тихуаны (лат. Archidioecesis Tigiuanaënsis) — архиепархия Римско-католической церкви с центром в городе Тихуана, Мексика. В митрополию Тихуаны входят епархии Ла-Паса, Мехикали, Энсенады. Кафедральным собором архиепархии Тихуаны является церковь Пресвятой Девы Марии Гваделупской.

## История
20 января 1874 года Римский папа Пий IX издал бреве Quod Catholici nominis, которой учредил апостольский викариат Калифорнии, выделив его из архиепархии Мехико.
13 апреля 1957 года апостольский викариат Калифорнии передала часть своей территории для возведения новой Апостольская префектураапостольской префектуры Ла-Паса (сегодня - Ла-Паса).  
13 июля 1957 года апостольский викариат Калифорнии был переименован в апостольский Тихуаны. 
13 июня 1963 года апостольский викариат Тихуаны был преобразован в епархию Тихуаны, которая вошла в митрополию Эрмосильо. 
25 марта 1966 года епархия Тихуаны передала часть своей территории для возведения новой епархии Мехикали. 
25 ноября 2006 года Римский папа Бенедикт XVI издал буллу Mexicani populi, которой возвёл епархию Тихуаны в ранг архиепархии.  
26 января 2007 года архиепархия Тихуаны передала часть своей территории для возведения новой епархии Энсенады.

## Ординарии архиепархии
- епископ Ramón María de San José Moreno y Castañeda (1874 – 1879);
- епископ Buenaventura del Purísimo Corazón de María Portillo y Tejeda (1880 – 1882);
- епископ Silvino Ramírez y Cuera (1921 – 1922);
- епископ Alfredo Galindo Mendoza (1948 – 1970);
- епископ Хуан Хесус Посадас Окампо (1970 – 1982);
- епископ Emilio Carlos Berlie Belaunzarán (1983 – 1995);
- епископ Rafael Romo Muñoz (1996 – 2006);
- архиепископ Rafael Romo Muñoz (2006 – по настоящее время).

## Источник
- Annuario Pontificio, Libreria Editrice Vaticana, Città del Vaticano, 2003, ISBN 88-209-7422-3
- Бреве Quod Catholici nominis, Pii IX Pontificis Maximi Acta. Pars prima, Vol. VI, Romae 1874, стр. 292  (лат.)
- Булла Mexicani populi Архивная копия от 4 марта 2016 на Wayback Machine, AAS 99 (2007), стр. 57  (лат.)